# Aasif Mandvi
Aasif Mandvi (ur. 5 marca 1966 w Mumbaju) – brytyjsko-amerykański aktor filmowy, serialowy i głosowy, a także komik pochodzenia indyjskiego.

## Filmografia
- 1995: Szklana pułapka 3 jako arabski taksówkarz[3]
- 1996: Eddie jako Mohammed[3]
- 1996: Jake’s Women jako Driver[3]
- 1998: Stan oblężenia jako Khalil Saleh[3]
- 1999: Depresja gangstera jako dr Shulman[3]
- 1999: Zagubione serca jako Sprzedawca w sklepie elektronicznym[3]
- 1999: ABCD jako Ashok[3]
- 1999: Personals jako Indian Guy[3]
- 2000–2006: CSI: Kryminalne zagadki Las Vegas jako dr Leever[3]
- 2001: Trzecia rano jako Singh[3]
- 2001: American Chai jako Sam[3]
- 2001: Peroxide Passion jako Beaumond[3]
- 2001: Masażysta jako Ganesh[3]
- 2002: Oz jako dr Tariq Faraj[3]
- 2003: Undermind jako Shark / Roger[3]
- 2004: Spider-Man 2 jako pan Aziz[3]
- 2004: Tanner on Tanner jako Salim Barik / Salim[3]
- 2005: Prawo i porządek jako Judge Samir Patel[3]
- 2005: Ten dzień powrócił jako Hassan[3]
- 2005: Wewnętrzna wojna jako Abdul[3]
- 2006–2007: Ostry dyżur jako Manish[3]
- 2006–2008: Jerycho jako dr Kenchy Dhuwalia[3]
- 2006: Kolor zbrodni jako dr Anil Chatterjee[3]
- 2006: The Bedford Diaries jako Kamil Sharif[3]
- 2007: Prosto w serce jako Khan[3]
- 2008: Miasto duchów jako dr Prashar[3]
- 2008: Eavesdrop jako Don[3]
- 2008: Latający biznes jako Bankier Ted[3]
- 2008: Dublerka jako Sarfras[3]
- 2009: Narzeczony mimo woli jako Bob Spaulding[3]
- 2009: Today’s Special jako Samir[3]
- 2010: Całkiem zabawna historia jako dr Mahmoud[3]
- 2010: Ostatni władca wiatru jako Commander Zhao[3]
- 2010: The Last Airbender jako Commander Zhao (głos)[3]
- 2011: Chciwość jako Ramesh Shah[3]
- 2011: Czarny koń jako Mahmoud[3]
- 2012: Bez hamulców jako Raj[3]
- 2012: Dyktator jako doktor[3]
- 2012: Ruby Sparks jako Cyrus Modi[3]
- 2013: Stażyści jako pan Chetty[3]
- 2013: Gods Behaving Badly jako Maxwell[3]
- 2013: Movie 43 jako Robert (segment „iBabe”)[3]
- 2014: Ramię za milion dolarów jako Aash[3]
- 2015: Jake i piraci z Nibylandii jako pirate Pharaoh[3]
- 2015: Świat w opałach jako Rafiq Massoud[3]
- 2015: Halal in the Family jako Aasif Qu’osby[3]
- 2016: Dzień Matki jako Russell[3]
- 2016: Undecided: The Movie jako Roger Ayeels[3]
- 2016: World’s End jako dr White[3]
- 2017: Shut Eye jako Pazhani ‘Paz’ Kapoor[3]
- 2017: Younger jako Jay Malick[3]
- 2017–2018: Seria niefortunnych zdarzeń jako Uncle Monty[3]
- 2018: A Kid Like Jake jako Darren[3]